# Avviamento reostatico
Con avviamento reostatico si intende, nel gergo tecnico ferroviario, la particolare condizione di collegamento di un motore elettrico di una locomotiva alla sua linea elettrica di alimentazione, ottenuta inserendo in serie al circuito stesso, un reostato o una certa quantità di resistenze: queste vengono poi gradualmente escluse man mano che il motore acquista velocità.
La necessità di ciò è del tutto evidente in quanto un motore elettrico, soprattutto se parte da fermo, all'atto dell'applicazione della tensione piena di alimentazione assorbirebbe, in mancanza di resistenze di limitazione, una corrente altissima (quasi di corto circuito) la cui coppia motrice imprimerebbe un violentissimo strappo a tutte le strutture connesse con effetti ipoteticamente disastrosi.
Quanto detto è valido per qualunque tipo di motore e senz'altro ancor più per quelli di trazione ferroviaria a corrente continua eccitati in serie. Per regolare la corrente di spunto viene adottata, sin dagli inizi della tecnica elettrica, la tecnica di inserire in serie al circuito di alimentazione un valore di resistenza tale da limitare a valori compatibili con l'esigenza di avviamento la corrente iniziale. Man mano che, con il movimento rotatorio, si sviluppa la forza controelettromotrice nel circuito del motore di trazione questa, di verso opposto alla forza elettromotrice applicata, fa abbassare la corrente assorbita e ciò permette di abbassare gradualmente il valore di resistenza incluso all'avviamento fino alla sua totale esclusione. 
Le metodologie messe in atto sono diverse e si sono evolute nel tempo. Ai primordi della tecnica ferroviaria venivano utilizzati appositi interruttori azionati meccanicamente dal guidatore che cortocicuitavano poco per volta le varie sezioni del reostato di avviamento. Si passò successivamente ad interruttori azionati elettricamente o pneumaticamente per arrivare con l'avvento dell'elettronica di potenza all'uso di tiristori.
La tecnica attuale ha abbandonato quasi del tutto la tecnica di avviamento reostatico, che è dissipativo e quindi antieconomico, con l'evoluzione dei dispositivi elettronici di potenza (come SCR, Triac, GTO e IGBT) che permettono il controllo della tensione di avviamento mediante frazionamento o controllo in frequenza.